# Skoatterwâld
Skoatterwâld is een nieuwbouwwijk in Heerenveen, in de Nederlandse provincie Friesland. De nieuwbouwwijk is nog voor een deel in ontwikkeling. In 2007 telde de wijk circa 2000 inwoners. Dat is in 13 jaar tijd toegenomen tot ca. 4500 inwoners
Skoatterwâld is een ruim opgezette woonwijk met statige lanen, waarbij bijna de helft van de wijk natuur is. Er is veel ruimte voor bos en parkachtige structuren. Aan de noordzijde wordt de wijk begrensd door Het Meer en aan de zuidzijde door Oranjewoud en in het zuidwesten door de woonwijk Oranjewoud-Noord. Ten oosten bevindt zich het Museum Belvédère met het Museumlandgoed Oranjewoud.

## Structuur
De oorspronkelijke opzet van Skoatterwâld was een wijk met vier nieuwe landgoederen, die aansluiten bij het aangrenzende landgoed waar vroeger het paleis van de Oranje-Nassaus stond. Om dit doel te bereiken werd de Indiase architect en stedenbouwkundige Ashok Bhalotra gevraagd om met een plan te komen, waarin geschiedenis een belangrijke rol speelde.
Bhalotra over de essentie van de wijk: "Skoatterwâld moet je zien als een verhaal, een fantasie waarin iedere bewoner voor zich de hoofdrol speelt, een Wassenaar inderdaad, maar dan voor ieder toegankelijk." 
Bhalotra betrok de nabijgelegen eeuwenoude adellijke landgoederen bij het ontwerpen van Skoatterwâld. Hij zette een woonwijk op met lange bosrijke en statige lanen in het zuiden en singels in het noorden, van zand naar veen. Het idee dat elk huis contact moet hebben met openbaar groen, is overal doorgezet. De lanen en singels vormen de ziel van de wijk. Minder mooie woonelementen werden zoveel mogelijk aan de achterkant van de huizen gesitueerd, zoals parkeerplekken en kliko’s. 
De wijk wordt gescheiden door een slingerende waterloop die de wijk scheidt tussen het bosrijke deel in het zuiden en het waterrijke deel in het noorden. Deze waterloop, de nullijn, is ook een symbolische scheiding tussen beneden en boven de NAP liggende gedeelten. Het is ook de grens tussen het veengebied en de dekzanden, de waterloop mondt uit in het Museumlandgoed Oranjewoud. De waterloop zorgt er samen met de singels voor dat er veel bruggen, oevers en natuur in de wijk zijn.
De straatnamen werden in eerste instantie gebaseerd op historische personen en functionarissen die verbonden waren aan het landgoed van de Oranje-Nassaus.

## Moderne landgoederen

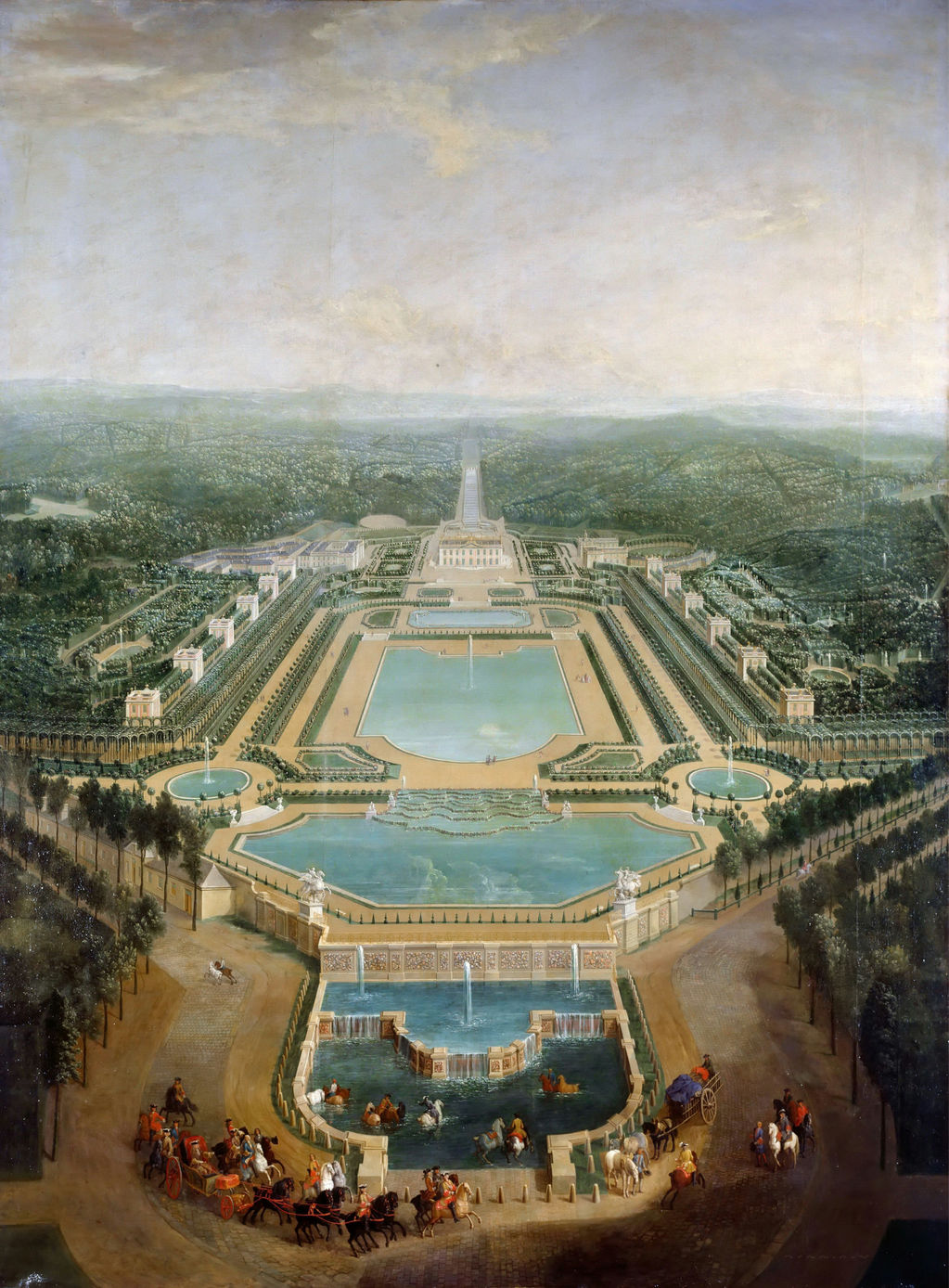
Het Zwanenwoud is geïnspireerd op kasteel Marly bij Versailles.

In het zuiden van Skoatterwâld werden volgens een idee van Bhalotra twee moderne landgoederen aangelegd, beide 17 hectare groot, waarvan maar 2 hectare bebouwd werd.

## Het Zwanenwoud
Het Zwanenwoud werd ontworpen door architect Sjoerd Soeters en is geïnspireerd op Château de Marly, het paleis van de Franse Koning Lodewijk XIV vlak bij Versailles. De 54 woningen zijn kasteelachtig en worden afgewisseld met grote zwanen, geïnspireerd op de uilenborden, die op de nok van de boerderijen in Oranjewoud te vinden is.
Het Zwanenwoud wordt gekenmerkt door de Barok, met symmetrische lange lanen en door het toevoegen van een vijver. Het park werd geïnspireerd op de baroktuinen die de Oranje-Nassaus lieten aanleggen in Oranjewoud. 

## Het Heerenwoud
Het Heerenwoud bestaat uit 46 parkwoningen in de vorm van twee halve cirkels. Het is een buitenplaats ontworpen door Maarten Min van bureau Min Bouw-Kunst.
Het park werd gebaseerd op de romantische stijlkenmerken van de Engelse landschapsstijl, met een rol voor opgeworpen heuvels, waterpartijen, glooiende oevers en slingerpaden. Ook dit park werd geïnspireerd op de latere aanleg van de hoftuin van het nabijgelegen landgoed van de Oranje-Nassaus.

## Geschiedenis
Skoatterwâld ligt deels op een zandrug van het Drents Plateau, deze zandrug loopt parallel aan de prehistorische rivier De Tjonger, die even ten zuiden van de wijk ligt. Vlakbij zijn archeologische vondsten uit de steentijd gevonden van 10.000 geleden, een kamp met vuurplaats van rendierjagers.
De naam Skoatterwâld is Fries voor Schoterwoud, zoals het bosrijke gebied in 1698 al werd aangeduid op oude kaarten. Skoatterwâld was van oorsprong in het zuidelijke deel een bosachtig gebied met heidelandschappen, waar in de 16e en 17e eeuw landgoederen ontstonden, waaronder uiteindelijk het Paleis Oranjewoud van de Oranje-Nassaus. Aangrenzend van de huidige woonwijk werden parken, tuinen, singels en lanen voor de prinsen van Oranje en andere adel aangelegd.
Het noorden van de wijk bestaat uit veenweide, en ligt vlak bij de Schoterlandse Compagnonsvaart. Vanaf de 16e eeuw werd hier op grote schaal hoogveen gewonnen, dat is ook waardoor Heerenveen als plaats ontstond. 
De eerste ideeën voor een uitbreiding aan de noordkant van Oranjewoud dateren uit de jaren na 1955. Rond 2000 werd een start gemaakt met de bouw. 

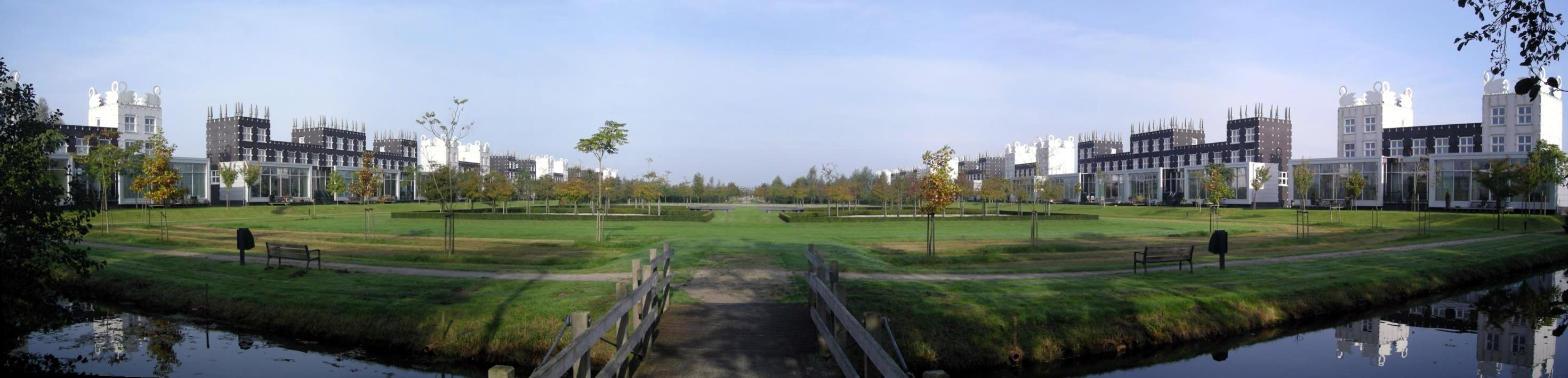
Zwanenwoud

## Sport
In 1996 werd ten oosten van de A32 Sportpark Skoatterwâld aangelegd.

## Basisonderwijs
- Openbaar: Het Slingertouw en Albertine Agnesschool
- Christelijk: De Burcht

## Straatnamen
De postcode van de straten in de wijk begint met 8448. Centraal door de wijk loopt de Oranje Nassaulaan.
- Arnoldistraat
- Baron
- Bottelier
- Burggraaf
- Edelman
- Ernst Casimirlaan
- Fredrik Hendriklaan
- Generaal
- Gouverneur
- Graaf
- Harckesstraat
- Hertog
- Nienke van Hichtumweg
- Hofnar
- Homanstraat
- Hopman
- Johan Willem Frisolaan

- Jonker
- Kamenier
- Kapitein
- Kienhout
- Korte Venen
- Lakei
- Landgraaf
- Lijfwacht
- Luitenant
- Majoor
- Markies
- Marotstraat
- Mauritslaan
- Oranje Nassaulaan
- Page
- Petgat
- Pfeifferstraat
- Regent
- Renouwstraat

- Rentmeester
- Ridder
- Schoterplein
- Semlerstraat
- Stalmeester
- Tammingastraat
- Vaandrig
- Van Aerssenstraat
- Van Berkenstraat
- Van Burmaniastraat
- Venaugestraat
- Wilgenpoel
- Willem Frederiklaan
- Geert van der Zwaagweg
- Willem Lodewijklaan
- Willem de Zwijgerlaan
- Annie Zernikeweg

Akkers · 
De Greiden · 
Het Meer · 
Nijehaske · 
Skoatterwâld